# Mohamed Jdidi
Mohamed Jdidi, né le 10 septembre 1978 à Grombalia, est un footballeur tunisien qui joue au Grombalia Sport.
Il fait ses débuts avec le club de sa région, Grombalia Sport, avant de partir à l'Espérance sportive de Tunis où il remporte le championnat de Tunisie. Parti ensuite à l'Union sportive monastirienne, il s'engage pour l'Étoile sportive du Sahel. En 2006, alors qu'il est prêt à rejoindre un club allemand, il se voit pressé par le temps — vu que la fermeture du mercato approche — et décide finalement de rester en Tunisie et de rejoindre le Stade tunisien. Il joue brièvement pour le club libyen d'Asswehly Sports Club en 2010.
Il a honoré plusieurs sélections avec l'équipe de Tunisie et a remporté avec elle la coupe d'Afrique des nations en 2004. Le 17 août 2004, lors d'un match opposant la sélection olympique tunisienne à celle de la Serbie-et-Monténégro, il se voit obligé de retirer six fois un même penalty accordé par l'arbitre tahitien Charles Ariiotima.